# 蘇粵4+4青商合作聯盟
蘇粵4+4青商合作聯盟是由廣東省及江蘇省內共八個城市的商會所成立的合作組織。其目的在於強化兩地的合作意識，創造交流，合作共贏。組織成員包括了廣東省的東莞、南海、中山、順德、江蘇省的崑山、張家港、江陰及常熟。聯盟峰會於2004年10月首次舉行，其後每年舉行。